# Nakashibetsu
Nakashibetsu (japanska: 中標津町?, Nakashibetsu-chō) är en landskommun (köping) i Hokkaido prefektur i Japan. 
I kommunen ligger Japans östligaste flygplats, Nemuro Nakashibetsu flygplats. Den har reguljär trafik till Tokyo-Haneda och Sapporo-Chitose.